# Hannes Gruber
Hannes Gruber (* 22. Oktober 1928 in Adliswil bei Zürich; † 9. April 2016 in Sils Baselgia) war ein Schweizer Kunstmaler.

## Leben
Hannes Gruber war der zweite Sohn von Paul und Erna Gruber-Hartmann. Er verbrachte seine Jugend und Schulzeit in Oberrieden am Zürichsee. Er besuchte 1943/44 die Kunstgewerbeschule Zürich, wo er unter anderem von Ernst Gubler unterrichtet wurde. In den Jahren 1944 bis 1948 machte er eine Lehre bei Orell Füssli in Zürich, parallel dazu besuchte er Kurse in der Malklasse von Ernst Gubler und Max Gubler an der Kunstgewerbeschule Zürich, unter der Leitung von Johannes Itten. Er befreundete sich 1945 mit dem Maler, Zeichner und Grafiker Karl Hosch (1900–1972). 
Nach der Übersiedelung nach Grevasalvas im Oberengadin (1948) arbeitete er dort als freier Maler. 1953 wurde sein Sohn Stefan (heute bekannt als Filmemacher Steff Gruber) geboren. Nach der Rückkehr nach Zürich (1954) eröffnete Hannes Gruber ein eigenes Grafikatelier. 1960 lernte er den Grafiker und Autor Hans Neuburg kennen. Im nächsten Jahr eröffnete Gruber ein Atelier auf dem Hirzel. 1971 macht er Bekanntschaft mit Karl Madritsch. 1972 zog er erneut ins Engadin, diesmal nach Sils Baselgia. In Bondo bezog er ein Atelierhaus. Er schloss Freundschaft mit Willy Guggenheim (Varlin).

### Reisen
Eine erste Malreise unternahm Gruber 1949 nach Oberitalien. Eine Studienreise führt ihn 1950 nach Holland und eine weitere Malreise 1952 nach Dänemark. Weitere Reisen nach Italien unternahm er (1958 mit Karl Hosch) nach Bergamo und Verona, dann nach Sizilien (1966) und in die Toskana (1967). Ein Sommeraufenthalt in Spanien (1969) brachte ihm einen Auftrag für mehrere Mauerbilder an einer Überbauung auf Ibiza ein. Zusammen mit Michael Baviera reiste er 1974 nach New York und lernte dort den Maler Pierre Haubensak kennen. Ein weiterer Sommeraufenthalt in Italien fand 1977 statt.

## Werk
Erste Aquarelle von Landschaften aus der Umgebung von Oberrieden entstanden 1940. Hannes Gruber malte 1942 erstmals in Öl. 1950 erhielt er einen Auftrag für grosse Wandbilder für die Olma. Er illustrierte 1966 eine Ausgabe des Tristan von Thomas Mann. 1971 wurde er mit einer dreidimensionalen Wandgestaltung im Schulhaus Fuhr in Wädenswil beauftragt.

## Hannes Gruber Stiftung
Im Jahr 2021 wurde die Hannes Gruber Stiftung gegründet, mit dem Ziel, das künstlerische Erbe von Hannes Gruber zu bewahren, zu pflegen und zu dokumentieren, einschliesslich der Urheberrechte. Die Stiftung widmet sich der Erhaltung von Grubers Werken und fördert die Verbreitung seines künstlerischen Vermächtnisses. 

## Ausstellungen
- Ab 1947: regelmässige Teilnahme an der Ausstellung Zürich-Land
- 1949: Beteiligung an der Ausstellung Junge Zürcher Künstler im Kunsthaus Zürich
- 1966: Galerie Läubli, Zürich
- 1973: Galerie zum Elephanten, Zurzach
- Ab 1974: regelmässige Teilnahme an der Ausstellung Bündner Künstler im Kunsthaus Chur
- 1974: Galerie zum Elephanten, Zurzach
- 1978: Stadthaus Uster
- 1981: Kunstsalon Wolfsberg, Zürich
- 1983: Industrie Leasing AG, Zürich
- 2024: Galleria Maurizio, Maloja